# Ruf SCR
Der Ruf SCR 3.2 war ein Fahrzeugmodell der Ruf Automobilwerke.

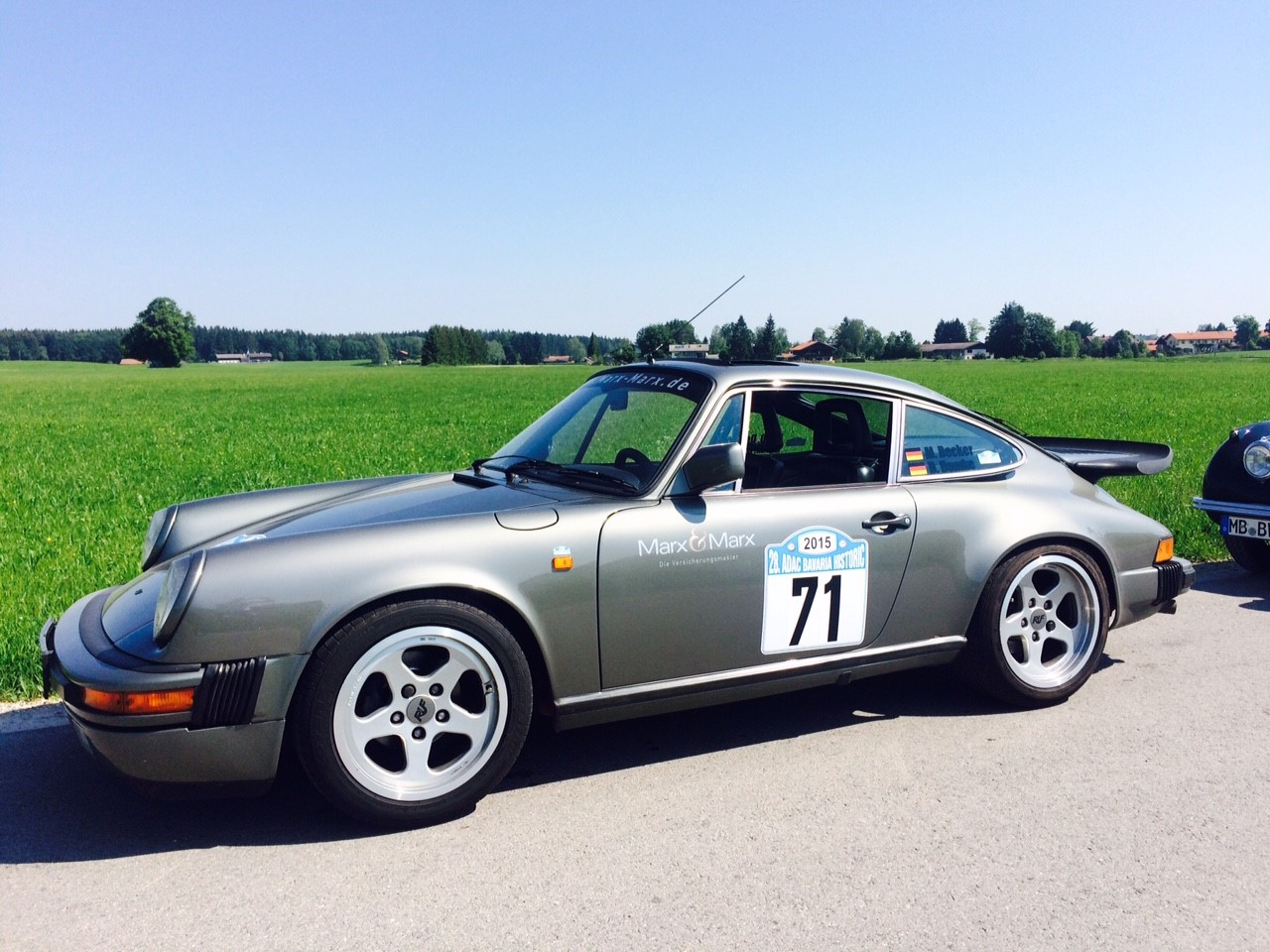

Der SCR basierte auf dem Porsche 911 SC. Er besaß einen auf 3.2 Liter vergrößerten, leistungsoptimierten Saugmotor, welcher auf dem 3.0-Liter-Motor des SC basierte. 
Ruf wollte mit dem SCR den 911er Fans eine Alternative bieten, die dem legendären RS 2.7 hinterhertrauerten und vom 911SC enttäuscht waren. Das Getriebe des SCR basierte auf dem seit 1971 gebauten 915er-Getriebe, besaß jedoch einen Getriebeölkühler. Darüber hinaus hatte der SCR diverse weitere fahrleistungsoptimierende und fahrwerkstechnische Verbesserungen: 
- Frontschürze mit integriertem Ölkühler und Luftleitkanälen für die vorne innenbelüfteten Scheibenbremsen
- auf dem Ur-Turbo von 1974 basierender GFK-Heckflügel mit verbesserter Ansaugluftführung
- veränderte Getriebeübersetzung mit längerem 5. Gang, wahlweise 28/22 oder 29/22 bei angeglichenem 4. Gang 26/25 . 40 % bis 80%-Sperrdifferential
- Domstrebe vorn
- Spezialauspuff mit zwei Endrohren je links und rechts, mit sehr dominantem Sound
- spezielle Stabilisatoren mit größerem Durchmesser, die dadurch verwindungssteifer sind und weniger Seitenneigung als beim Grundmodell zulassen
- tieferes Ruf-Fahrwerk mit Bilstein-Gasdruck-Dämpfern
- Dachspoiler, später mit integrierter dritter Bremsleuchte
- Ruf-Heckblech mit integrierten Nebelschlussleuchten.

Optional waren 
- Bereifung vorne 205/55VR auf 7x16 und hinten 225/50VR auf 8x16 auf der Felge im klassischen Ruf-Design
- spartanische Ausstattung nur mit Gummimatten und Schalensitzen
- kleineres (360 mm) und dick aufgepolstertes Ruf-Lederlenkrad
- Ruf-Schaltknauf
- Recaro-Leder-Sportsitze
- Ersatz der serienmäßigen Seitenspiegel durch die des BMW E30.

Der 3,2-Liter-Motor des SCR ist weder in Bohrung noch in Hub identisch mit dem später von Porsche selbst zunächst als Carrera SC, später dann als Carrera angebotenen 3,2-Liter-Motor.
Die technischen Daten des Motors gab Ruf auf dem Datenblatt vom 1. Januar 1981 wie folgt an (in Klammern Serienmotor 3.2): Bohrung 98mm (95mm), Hub 70,4mm (74,4mm), Hubraum 3185ccm (3164ccm), Verdichtung 9,8:1 (10,3:1), 160kw/217PS, 280Nm bei 4100−1. Der Motor-Umbaukit ist wie einige andere Teile immer noch erhältlich.
Die Fahrleistungen des Ruf SCR: 0–100 km/h: 5,7 s, 0–200 km/h: 21,7 s, Höchstgeschwindigkeit: 255,3 km/h.
Während sich über den 911 selbst Porsche-Chef Prof. Ernst Fuhrmann negativ äußerte, unterzog sich der SCR in der Ausgabe 13/1978 der auto motor und sport unter dem Titel Porsches guter Ruf einem ausführlichen Test und konnte voll überzeugen. Resümierend wurde festgestellt: „Jene Treuesten unter den Porsche-Käufern bleiben den Zuffenhausenern somit erhalten. Sie können weiterhin ihren Porsche ’natur‘ bezwingen, so wie Ferry ihn einst schuf. Porsches guter Ruf bleibt damit auch für die ’Gußeisernen‘ gewahrt.“
Im Datenvergleich behauptet sich der SCR souverän gegen 911SC, Carrera 3.0, Carrera RS, Carrera RS 2,7, Turbo 3.0, Turbo 3.3 und Turbo 3.3 Ruf. Dabei waren nur der Turbo 3.3 und Tubo 3.3. Ruf mit 260,9 km/h  und 262,8 km/h einen Hauch schneller. Doch bis es zur Ausspielung der Höchstgeschwindigkeit kam, war ihnen der SCR im kurvigen Geläuf längst enteilt.
Vom Typ SCR wurden insgesamt nur ca. 50 Stück in den Jahren 1978–1983 gebaut, zum Umbau eigneten sich die Modelle Carrera 3.0 der Modellreihe 76 und 77 sowie der 911SC der Modellreihe 78/79 und 80. Der SCR kostete im Erscheinungsjahr 1978: 65.000 DM.

RUF SCR